# Brian Forte
Brian Forte (* 18. August 1975 in Fairfax, Virginia) ist ein US-amerikanischer Schiedsrichter im Basketball, der seit dem Jahr 2007 in der NBA tätig ist. Er trägt die Uniform mit der Nummer 45.

## Karriere

### College-Basketball
Vor dem Einstieg in die NBA arbeitete er als College-Basketballschiedsrichter in der Southeastern Conference und Southern Conference.

### National Basketball Association
Forte begann im Jahr 2007 seine NBA-Schiedsrichterlaufbahn beim Spiel der Charlotte Bobcats gegen die Milwaukee Bucks.
Zuvor war er sechs Jahre als Schiedsrichter in der NBA G-League tätig.

## Privates
Sein Vater Joe Forte war ebenfalls Schiedsrichter in der NBA.